# Изафет
Изафе́т (перс. اضافه‎ ezāfe — «дополнительный») — грамматическая конструкция, характерная для семитских, некоторых западноиранских, тюркских языков, используется также в языках, испытавших влияние персидского (урду и др.).
Термин происходит от араб. إضافة‎ ’iḍāfa, букв. «присоединение», «дополнение». Так называется грамматическая конструкция в арабском языке (см. идафа), состоящая из двух существительных, из которых второе стоит в родительном падеже и определяет первое. Первое существительное при этом приобретает специальную форму, в которой оно не может иметь ни определённого артикля, ни танвина.

## Иранские языки
В персидском, дари и таджикском в изафетной конструкции определение следует за определяемым и соединяется с ним при помощи гласного классич. перс. -i, тадж. -и, дари и совр. перс. -е, который в персо-арабском письме обычно не обозначается, например, مزار شریف mazār-e sharīf — «святая гробница», где mazār — «гробница», sharīf — «святой», -е — показатель. Если изафетный показатель добавляется после гласного, то он йотируется классич. перс. -yi, тадж. -и /-йи/, дари и совр. перс. -yе, что в персо-арабском письме иногда обозначается буквой ye ی-, например, دریای خزر, daryā-ye ḫazar — «Хазарское море», если же слово оканчивается на немое he ه-, то над ней ставится знак хамзе هٴ-, например, خانهٴ من ḫāne(h)-ye man «мой дом».
Предположительно изафетный показатель происходит от древнего относительного местоимения мужского рода (авест. ya, др.-перс. haya) и особой конструкции, например, др.-перс. kāra haya manā «моё войско», буквально «войско, которое моё».

## Семитские языки
В иврите изафетная конструкция называется «смихут» (от ивр. סמיכות‎ — «близость»). Как и в арабском языке, первое существительное не может иметь определённого артикля и может подвергаться изменениям, иногда только фонетическим, но иногда и в написании, например: תעודה‎ («свидетельство» теуда) + לידה‎ («рождение» лейда) = תעודת לידה‎ (теудат-лейда) «свидетельство о рождении» (буквально «свидетельство рождения»).

## Тюркские языки
В тюркских языках изафетом иногда называют особые именные конструкции, состоящие из двух существительных.
Тюркские «изафеты» делятся на три типа:
1. Первый (простой), когда определение стоит перед определяемым в именительном падеже: тат. тимер юл «железная дорога», буквально «железо дорога», тур. orta parmak «средний палец», буквально «середина палец».
2. Второй (суффиксальный), в котором второй элемент (определяемое слово) принимает на себя притяжательный суффикс третьего лица единственного числа, который в большинстве тюркских языков имеет форму -и/-е/-ы/-у/-ү — например, каз. алма бағы — «яблоневый сад», буквально «яблоня сад-её», баш. уйғыр теле — «уйгурский язык», буквально: уйгур язык-его, тур. Türkiye Cumhuriyeti — Турецкая республика, буквально: Турция республика-ее, тур. bit pazarı — блошиный рынок, буквально: блоха рынок-ее. После гласных суффикс получает форму -си/-се/-сы/-су/-сү. Например, узб. O’zbekiston respublikasi «Республика Узбекистан», буквально «Узбекистан республика-его», азерб. Lidice küçəsi — «Лидицкая улица», буквально «Лидице улица-его», тур. Sabancı Üniversitesi — Университет Сабанджи, буквально: Сабанджи университет-его. В некоторых случаях корневая согласная может меняться, например тур. yüzük parmağı «безымянный палец», буквально «кольцо палец-его» или тур. burun  deliği «ноздря», буквально «Нос отверстие-его»
3. Третий (двойной суффиксальный), когда первый элемент принимает суффикс родительного падежа, а второй — притяжательный суффикс третьего лица. Обычно такие сочетания соответствуют русским словосочетаниям с родительным падежом, например, азерб. ovçunun xatirələri «записки охотника», буквально «охотника записки-его», тур. atın ölümü — «смерть коня», буквально «коня смерть-его».

## Другие языки
Идентичная конструкция имеется в финно-угорских языках, однако к ней термин «изафет» традиционно не применяется (кроме удмуртского и иногда венгерского языков). Причина такой противоречивой терминологии состоит в том, что по отношению к восточным языкам традиционно использовались термины арабской грамматики, а к европейским — латинской и греческой. В удмуртском подобная притяжательная конструкция имеет вид «обладатель в родительном падеже (генитиве) + обладаемое», подобно двойному суффиксальному изафету в тюркских языках, например: удм. мынам киы «моя рука», буквально «моя (Р. п.) рука-моя», удм. ныллэн книгаез «книга девушки», буквально «девушки (Р. п.) книга-её». В венгерском языке такая конструкция сходна с тюркским суффиксальным изафетом: венг. Ferenciek tere — Площадь Францисканцев, буквально — «Францисканцы площадь-их».
Конструкция, близкая к персидскому изафету, имеется и в албанском языке, при использовании изолированного артикля, к примеру: djali i urtë — 'умный мальчик', bija е partizanit — 'дочь партизана', Akademia e Shkencave e Shqipërisë — Академия наук Албании.